# Mettle (cómic)
Mettle —Temple en España— (Ken Mack) es un personaje ficticio que aparece en los cómics estadounidenses publicados por Marvel Comics. El fue reclutado para entrenar en la Academia Vengadores para convertirse en un Vengador.

## Historial de publicaciones
Mettle apareció por primera vez en Avengers Academy #1 (junio de 2010) y fue creado por Christos Gage y Mike McKone. Apareció como un personaje regular en la serie hasta su número final, #39 (enero de 2013).
Mettle apareció brevemente en Avengers Arena, el título sucesor de Avengers Academy, por Dennis Hopeless y Kev Walker.

## Biografía ficticia
Ken Mack era un surfista hawaiano de dieciséis años con una actitud relajada y despreocupada. Mientras practicaba surf, otro surfista lo golpeó con una tabla de surf y le arrancó parte de la cara, dejando al descubierto una calavera de iridio rojo en el punto del impacto. El fue llevado a Norman Osborn, donde el Dr. Barón Von Blitzschlag le explicó que el trauma aceleró su transformación que ya estaba ocurriendo. Norman Osborn aceleró aún más la transformación, cambiando el cuerpo de Ken para que fuera completamente de iridio.

### Era heroica
Mettle es reclutado en la Academia Vengadores junto con otros cinco estudiantes que han sido afectados por Osborn. En una sesión de entrenamiento con Reptil, se muestra que resiste el intenso calor de un lanzallamas sin ningún efecto. Al darse cuenta de que se les han unido por Veil, comenta sobre su disfraz, pero ella se asusta por su apariencia y cambia a su forma de gas.
El es retratado como un miembro más responsable de los nuevos reclutas, luego de descubrir que todos tendrán una sesión de entrenamiento con Justice y Speedball. Striker se queja en relación con el incidente en Stamford, afirmando que Speedball fue estúpido en su batalla con Nitro. Mettle, en cambio, declaró que sería el maestro perfecto, dado que con sus habilidades, un movimiento en falso, cualquiera de ellos podría ser un asesino potencial. Durante su sesión de entrenamiento, Speedball aumenta la dificultad y Hazmat responde con una explosión de radiación. La justicia le sugiere que se tome un descanso. Entonces Finesse se da cuenta de que Speedball y Quicksilver discuten sobre cómo ocultar un secreto a los cadetes. Al acceder a archivos informáticos secretos, los estudiantes se dan cuenta de que no son los niños más poderosos, ni los más inteligentes, ni siquiera los mejor entrenados que Osborn secuestró. En cambio, han sido elegidos para la academia porque tienen el mayor potencial para volverse rebeldes y convertirse en villanos peligrosos.
En una visita a Raft, Mettle, Hazmat y Veil planean buscar a Norman Osborn en su celda para matarlo y vengarse. Hazmat usó su poder para provocar un apagón, dándoles tiempo suficiente para que Mettle rompiera la puerta de la celda de Osborn. Sin embargo, lo dejaron vivir cuando Osborn dijo que podía arreglarlos. Cuando se preguntó a los estudiantes sobre quién causó el apagón, Mettle mintió y dijo que parecía que el destino los había llevado a Osborn.Mettle ha luchado contra Arsenal, Torbellino, Mentallo y el Hombre Absorbente.Después de un video del asalto de Tigra por parte de Capucha, Mettle se negó a ir con Hazmat, Veil y Striker para vengarse.
En un intento por traer de vuelta a la Avispa, Veil resucita por error a Carina Walters, Korvac la siente y llega para recuperarla. Cuando Carina se niega a ir con él, Korvac ataca, pero los Vengadores aparecen para luchar contra él. Carina transforma temporalmente a Mettle y sus compañeros de equipo para obtener poderes de su yo futuro para derrotar a Korvac. Golpea a Korvac, pensando que lo mató. Más tarde se revela que su yo futuro parecía cómodo matando, lo que asusta a Mettle. Después de la pelea, Mettle busca a Hazmat en la sala de estudiantes, donde comparten un momento emotivo sabiendo que es posible que nunca se curen.
En el baile de graduación, Mettle y Hazmat compartieron sus pensamientos y sentimientos y decidieron comenzar una relación romántica.

### Miedo mismo
En la historia de Fear Itself, Mettle lanza un poste a un robot blindado que ataca Washington D. C., matando tanto al piloto como al artillero. Se siente culpable por hacerlo, pero Tigra le asegura que al matarlo, salvó la vida de civiles inocentes. Cuando Titania y el Hombre Absorbente atacan la Mansión Infinita, Mettle y Hazmat decidieron detenerlos y sacrificarse para que sus compañeros de equipo escapen. Sin embargo, los instructores de la Academia Vengadores aparecen para salvarlos.Después de Fear Itself, Mettle y Hazmat intentan tener relaciones sexuales, pero Hazmat todavía estaba traumatizada por haber matado accidentalmente a su novio anterior.Esto puso más tensión en su relación, especialmente cuando X-23 se une a la academia y Reptil, bajo el control de su yo futuro, crea celos.

### Vengadores vs. X Men
A Mettle y los estudiantes inicialmente no les agradan los jóvenes X-Men, pero finalmente llegan a comprender la difícil situación a la que los superhéroes adultos obligaron a los mutantes, no muy diferente a su situación actual. Mettle establece una conexión especial con Loa, quien es capaz de convertir el suelo en olas y le permite a Mettle surfear una vez más. Cuando Sebastian Shaw intenta liberar a los mutantes, los estudiantes de la Academia Vengadores se ponen del lado de ellos, por lo que Tigra finge la derrota y les permite escapar. Loa decide quedarse en la academia. Él y los estudiantes defienden al centinela de Juston Seyfert contra Emma Frost, quien estaba impulsada por la Fuerza Fénix.

### Exámenes finales
Mettle y Hazmat sucumben a la promesa de Jeremy Briggs de una vida normal y toman la "pizarra limpia". Sin sus poderes y con un injerto de piel especial, Mettle vuelve a lucir normal. El está a punto de pasar un tiempo en privado con Hazmat, pero cuando escuchan que Jeremy está amenazando a sus otros compañeros de clase, toman el antídoto y la nueva piel de Mettle es quemada por una renovada Hazmat.Él y los otros estudiantes se graduaron como miembros asociados de los Vengadores.

### Avengers Arenay muerte
Después de finalmente tener relaciones sexuales con Hazmat mientras los maestros (y la mayoría de los estudiantes) estaban fuera, Mettle es secuestrado junto con Hazmat, Reptil, X-23, Juston Seyfert y una docena más por Arcade en Nochebuena durante el evento Marvel NOW!. Mettle es asesinado por Arcade en Murderworld, mientras se sacrificaba para salvar a Hazmat como el eslabón débil entre los 16.Cuando surgen sospechas sobre dónde han ido los secuestrados, Arcade activa la "contingencia", usando una copia operada remotamente de Ánimo para calmar las preocupaciones de Hank Pym y explicar la ausencia de los héroes adolescentes.Cuando Deathlocket tropieza con una instalación subterránea, ve una versión robótica de Mettle; su cráneo está expuesto para mostrar sus partes mecánicas.

### El regreso de la Academia Vengadores
En el cómic web Avengers Academy: Marvel's Voices, se revela que Mettle fue resucitado y entregado a Emplate, quien se alimenta de su médula ósea.Mettle derrota a Emplate y permite que el resto de los estudiantes de la Academia escapen, tras lo cual se reúne con Hazmat. La recuperación de la bomba de Arcade y la alimentación de Emplate también le han restaurado el rostro y la piel.

## Poderes y habilidades
Al poseer un cuerpo de iridio viviente, es prácticamente indestructible y se ha demostrado que puede resistir el intenso calor de un lanzallamas. Su disfraz está hecho de "moléculas inestables" que diseñó Mister Fantástico, las cuales son capaces de ajustarse a sus poderes.Tiene fuerza y durabilidad sobrehumanas debido a su cuerpo, pero no puede volver a transformarse en su forma humana. Sin embargo, debido a la manipulación de Norman Osborn, éste no puede sentir las sensaciones humanas básicas debido al deterioro de las terminaciones nerviosas y permanece aislado del mundo. Se ha demostrado que Mettle no conoce su propia fuerza y teme sus poderes.
Antes de obtener su cuerpo de iridio, Ken Mack era un surfista experimentado.

## Otras versiones
Mettle aparece como un zombi en Marvel Zombies Halloween, atacando a Kitty Pryde y a su hijo Peter con otros zombis, pero aparentemente es repelido por Mephisto.
En Universo Marvel vs. The Avengers, Mettle brinda apoyo vital a las defensas de la isla de Manhattan durante la plaga de caníbales que arrasa el mundo.

## Recepción
En un artículo para The Philadelphia Inquirer, Jerome Maida describe a Mettle como una "potencia invulnerable".
Una reseña de Avengers Academy #14.1 de David Pepose para Newsarama expresó su amor por las expresiones que el artista Sean Chen les da a los personajes, incluido Mettle "cuyo rostro todavía dice mucho incluso cuando está congelado en forma de calavera".En su reseña de Avengers Academy #20, Pepose calificó la descripción de Tom Raney del "inmóvil" Mettle como "absolutamente desgarradora".